# Kameškovskij rajon
Il Kameškovskij rajon (in russo Камешковский район?) è un rajon dell'Oblast' di Vladimir, nella Russia europea, il cui capoluogo è Kameškovo. Istituito il 10 febbraio 1940, il rajon ricopre una superficie di 1.090 chilometri quadrati ed ospita una popolazione di circa 30.000 abitanti.